# Подмосковные вечера (фильм)
«Подмосковные вечера» — художественный фильм, снятый Валерием Тодоровским в 1994 году. Лента представляет собой современную интерпретацию повести Лескова «Леди Макбет Мценского уезда». Во французском прокате картина шла под названием «Katia Izmailova».
Премьера фильма состоялась на Каннском фестивале в 1994 году.

## Содержание
Молодая женщина Екатерина Измайлова (Ингеборга Дапкунайте) работает машинисткой у собственной свекрови (Алиса Фрейндлих) — известной писательницы. Однажды, поняв, что невестка устала, Ирина Дмитриевна предлагает им вдвоём отправиться на подмосковную дачу. Муж Кати, Митя (Александр Феклистов), поехать туда не может: его ждут дела в городе.
На даче Катя знакомится с приходящим работником Сергеем (Владимир Машков), реставрирующим в доме мебель. Между молодыми людьми развивается стремительный роман, о котором узнаёт свекровь. Утром на веранде происходит семейная ссора, больше показная, потому что наедине Ирина Дмитриевна, понимая мотивы страсти Кати к Сергею, готова простить её и предлагает Кате немедленно уехать с дачи домой, так, чтобы Митя ни о чем не узнал. Но когда на веранде появляется Сергей, Ирина Дмитриевна тут же произносит возмущенную тираду, обвиняя Катю в глупости, распущенности, обзывает дрянью и в конце концов бьёт её по щеке. Ссора заканчивается сердечным приступом у Ирины Дмитриевны. Увидев, что хозяйке дачи плохо с сердцем, Сергей просит Катю срочно принести лекарство. Та, однако, сознательно тянет время. Не дождавшись помощи, Ирина Дмитриевна умирает.
Смерть писательницы не отменяет планов по сдаче в издательство её последнего романа. Сергей, узнав, что в рукописи Ирины Дмитриевны всё завершается гибелью главного героя, произносит: «Я вообще считаю, книги надо писать так, чтобы последние страницы были пустыми. Какой хочу конец — такой и будет». Катя с готовностью принимает новые правила игры и под диктовку возлюбленного печатает другой, счастливый финал. Приехавший муж бросается на соперника и гибнет в драке. Перед любовниками встаёт новая задача — надёжно спрятать главную улику, то есть труп Мити, и они несколько раз безуспешно пытаются с нею справиться, затратив на это много энергии и времени.
Отношения любовников угасают. Сергей возвращается к своей прежней девушке Соне (Наталья Щукина), а Катя приходит к следователю и, признавшись в содеянном, просит отправить её в тюрьму. Следователь отказывается, ссылаясь на отсутствие улик. Дома женщина обнаруживает Соню и Сергея — ему нужно забрать свой паспорт. Катя предлагает молодым людям остаться, обещая утром увезти их. Ночью, услышав разговор любимого и его подруги, Екатерина принимается печатать авторский — печальный — финал.
Утром Катя везёт Сергея с Соней к причалу. Внезапно она останавливается посреди дороги и просит молодого человека посмотреть, не спустило ли колесо. Сергей выходит из машины — и она тут же трогается, въезжает на мост и, выворачивая руль, отправляет автомобиль в реку.

## Жанровые определения
Кинокритики так и не сошлись во мнении, к какому жанру следует отнести картину Тодоровского. Михаил Трофименков назвал фильм «холодным стильным триллером». Елена Плахова увидела в нём тяготение к «универсальной модели франко-американского film noir». Александр Тимофеевский пришёл к выводу, что «в русском кино впервые возникла экзистенциальная драма».

## Цитата от режиссёра
Когда я начал выбирать артистов и придумывал стилистику картины, я ловил себя на том, что мне не хочется ни узнаваемой среды, ни актёрской работы на разрыв связок. Я вдруг увлёкся совсем другим миром, который начал придумываться. Страсть становилась только условным элементом, знаком— режиссёр Валерий Тодоровский

## Рецензии
Киноведы неоднозначно приняли картину — мнения о ней варьировались в диапазоне от «я совершенно не понимаю, по ком здесь звонит почтальон» до «радоваться надо, что есть режиссёр, который со вкусом рассказывает историю».
Да за счастье надо почесть то, что рано дебютировавший, обласканный единодушной критикой режиссёр так ответственно отнесся к деланию кино, не замкнулся в рамках отведённого ему кинематографического гетто, смело пошёл по пути тем более опасному, что не топтали его только ленивые
Так, Елена Плахова («Сеанс»), напомнив, что вторая картина для режиссёра считается самой трудной, признала, что Тодоровский «выдержал экзамен и избежал почти неизбежного провала».
Александр Тимофеевский («Коммерсантъ») увидел в ленте установку на качество, которая просматривается во всех элементах: в драматургии, изобразительных решениях, работе актёров, музыке. Отдельно рецензент отметил «пленительную слитность», когда «картинка словно живёт в музыке, а музыка комментирует картинку».
По мнению Зары Абдуллаевой («Сеанс»), аккуратность и продуманность режиссуры приводят к созданию «натужной умозрительной конструкции», которая лишена плоти, а саспенс «обескровлен анемичной материей».
Составители «Новейшей энциклопедии отечественного кино» пришли к выводу, что «Подмосковные вечера» стали, с одной стороны, «профессионально выверенным образцом жесткой и изощрённой игры», с другой — фильмом о «странной породе людей из нашего напрочь бесстрастного времени».

## В ролях
| Актёр                | Роль                                           |
| -------------------- | ---------------------------------------------- |
| Ингеборга Дапкунайте | Екатерина Измайлова (озвучивала Ирина Шмелёва) |
| Владимир Машков      | Сергей                                         |
| Алиса Фрейндлих      | Ирина Дмитриевна                               |
| Александр Феклистов  | Митя                                           |
| Наталья Щукина       | Соня                                           |
| Юрий Кузнецов        | следователь Романов                            |
| Авангард Леонтьев    | редактор издательства                          |

## Съёмочная группа
- Валерий Тодоровский — режиссёр
- Марина Шептунова, Станислав Говорухин, Алла Криницына, Франсуа Гериф — сценарий
- Сергей Козлов — оператор
- Леонид Десятников — композитор
- Александр Осипов — художник
- Елена Гагарина, Алла Стрельникова — монтаж
- Марк Рускат, Игорь Толстунов, Александр Гнеденко — продюсеры

## Награды и номинации
- «Кинотавр» (1994) — номинация на главный приз
- «Золотой овен» (1994) — четыре премии, в том числе за «Лучший фильм года»
- «Ника» (1995)[8]:
  - Ингеборге Дапкунайте — победитель в категории «Лучшая женская роль»
  - Алиса Фрейндлих — победитель в категории «Лучшая роль второго плана»
  - номинации «Лучший фильм», «Лучший режиссёр», «Лучшая операторская работа», «Лучшая мужская роль», «Лучшая музыка к фильму».